# EN 1130
La EN 1130 è una norma tecnica europea che disciplina i requisiti di sicurezza che devono avere le culle per uso domestico.
La EN 1130 è sviluppata dal Technical Commettee CEN/TC 207 - Furniture del Comitato europeo di normazione (CEN).

## Cronologia versioni
Inizialmente la norma EN 1130 era divisa in due parti:
- EN 1130-1:1996 Furniture - Cribs and cradles for domestic use - Part 1: Safety requirements[2]
- EN 1130-2:1996 Furniture - Cribs and cradles for domestic use - Part 2: Test methods[3]

Nel 2019, le due parti sono state unite in una singola norma EN 1130:2019 Children's furniture - Cribs - Safety requirements and test methods, che sostituisce le precedenti EN 1130-1 e EN 1130-2.

## Contenuti
La norma EN 1130 definisce specifici test atti a ricercare potenziali pericoli per i prodotti per l'infanzia, che includono:
- problemi di stabilità
- fessure in cui il bambino potrebbe infilare le dita
- bordi taglienti o spigoli appuntiti
- piccole parti che possono staccarsi ed essere ingerite.

## Recepimenti
La EN 1130 è stata recepita in Italia come UNI EN 1130 Mobili per l'infanzia - Culle - Requisiti di sicurezza e metodi di prova.